# L'Amour en héritage (telenovela, 2020)
Pour les articles homonymes, voir L'Amour en héritage.
L'Amour en héritage (Te doy la vida) est une telenovela mexicaine produite par Televisa et diffusée entre le 23 mars 2020 et le 12 juillet 2020 sur Las Estrellas,,.
En France, elle est diffusée entre le 17 mars 2025 et le 8 juillet 2025 sur Novelas TV. 

## Synopsis
Elena, Ernesto et Nicolás étaient une famille heureuse jusqu'à ce que Nicolás soit diagnostiqué d'une leucémie et ait besoin d'une greffe de moelle osseuse en urgence. Ernesto et Elena sont obligés de retrouver les parents biologiques de leur fils car aucun des membres de la famille adoptive n'est compatible avec lui. Ils ne parviennent pas à retrouver la mère, mais ils trouvent Pedro, son père, qui est choqué par la nouvelle car il ne savait pas qu'il avait un fils.
Ernesto et Elena lui en sont profondément reconnaissants mais lui demandent de ne pas avoir de relation avec Nicolás. Il accepte, comprenant que Nicolás a déjà une vie avec sa famille adoptive. Mais le destin en a décidé autrement et la vie de chacun va complètement changer.

## Fiche technique
- Titre original : Te doy la vida
- Titre français : L'Amour en héritage
- Création : María José Galleguillos d'après Te doy la vida
- Réalisation : Sergio Cataño et Nelhiño Acosta
- Scénario : Carmen Sepúlveda, Luis Reynoso et Luisa Fernanda Gutiérrez
  - Développement : Lucero Suárez et Edwin Valencia
- Musique : Eduardo Murguía, Leonel García et Mauricio Arriaga
- Production : Ángel Villaverde
  - Production exécutive : Lucero Suárez
- Société de production : Televisa
- Société de distribution : Televisa Internacional

- Pays :  Mexique
- Langue : espagnol
- Format : Couleur - HDTV 1080i - 16/9 - Son stéréophonique
- Genre : telenovela
- Durée : 60 minutes
- Dates de première diffusion :
  - Mexique : 23 mars 2020 sur Las Estrellas
  - France : 17 mars 2025 sur Novelas TV

## Distribution
- Eva Cedeño : Elena Espinoza
- José Ron : Pedro Garrido
- Jorge Salinas : Ernesto Rioja
- Leonardo Herrera : Nicolás Garrido
- César Évora : Nelson López
- Erika Buenfil : Andrea Espinoza de Villaseñor
- Nuria Bages : Esther Salazar de Garrido
- Omar Fierro : Horacio Villaseñor Correa
- Luz María Aguilar : Isabel Armida
- Danny Perea : Georgina "Gina" López Ortiz
- Ricardo Margaleff :  Agustín "Agus" Preciado
- Óscar Bonfiglio : Domingo Garrido
- Camila Selser : Irene Villaseñor Espinoza
- Ara Saldivar : Gabriela Villaseñor Espinoza
- Ramsés Alemán : Samuel Garrido Salazar
- Arturo Carmona : el comandante Eduardo Robles
- Miguel Ángel Biaggio : Modesto Flores
- Gloria Sierra : Mónica del Villar
- Dayren Chávez : Rosa García
- Mauricio Abularach : Jaime "Jimmy" Saravia
- José Manuel Lechuga : Luciano "Chano"
- Octavio Ocaña : Benito Rangel
- Hugo Macías Macotela : Mariano Robles
- Rocío de Santiago : Inés
- Marcela Salazar : Bernardina
- Santiago González : el Dr. Vega
- Sachi Tamashiro : Victoria "Vicky"
- Ricardo Kleinbaum : Rafael
- Patricia Rojas : Mireya Santana
- Harding Jr. : González
- Álvaro Sagone : Adolfo Novoa
- Maribel Guardia : Silvia
- Luis Gatica : Ricardo Saldívar
- Lisset : Patricia
- Luz Elena González : Paulina Reyes
- Juan Alejandro Ávila : Sabas
- Luis Xavier : Rodolfo Abreu
- Isadora González : Trabajadora social

## Production

### Développement
Le 24 octobre 2019, il a été annoncé que le productrice Lucero Suárez avait présenté à Televisa : José Ron et Eva Cedeño comme les protagonistes en charge de l'histoire basée sur le feuilleton chilien du même nom. Quelques jours plus tard, le 28 octobre 2019, la production a commencé l'enregistrement, applaudissant officiellement à la presse et présentant une grande partie du casting, dont Jorge Salinas (à son retour à Televisa), Erika Buenfil, Omar Fierro, César Evora.
L'écriture des scénarios est réalisée sous l'équipe de scénaristes dirigée par Suárez elle-même, accompagnée d'Edwin Valencia, Carmen Sepúlveda et Luis Reynoso, la mise en scène est assurée par Sergio Cataño et Rubén Nelhiño Acosta, tandis que la direction technique est divisée par Víctor Soto et Adrián Frutos Maza aux caméras, et Israel Rojas et Juan Carlos Lazo à la photographie ; il s'agit de la première production de Lucero Suárez à avoir des directeurs de la photographie. La production devrait enregistrer 50 % sur des forums et 50 % sur place, soit environ 30 scènes par jour. Le feuilleton a été présenté avec d’autres titres nouveaux et actuels de Televisa lors du Natpe 2020, qui s’est tenu fin janvier 2020.
La production de la telenovela a suspendu les enregistrements ainsi que d'autres productions de fiction fin mars 2020 en raison de la pandémie de COVID-19 au Mexique,. En raison de la situation actuelle, le récit a dû être modifié au niveau des dernières scènes, qui ont repris avec la reprise des enregistrements le 25 mai 2020, étant le premier feuilleton de Televisa à reprendre l'enregistrement avec quelques mesures d'hygiène,. Les enregistrements se sont terminés entre le 12 et le 13 juin 2020.

## Version française
La version française est assurée par Hiventy North Africa au Maroc.

## Diffusion
- Las Estrellas (2020)
- Novelas TV (2025)

## Autres versions
- Te doy la vida (Mega, 2016)

### Sources
- (es) Cet article est partiellement ou en totalité issu de l’article de Wikipédia en espagnol intitulé « Te doy la vida (telenovela mexicana) » (voir la liste des auteurs).